# خامبهات
خامبهات (به انگلیسی: Khambhat) یک منطقهٔ مسکونی در هند است که در Khambhat Taluka واقع شده‌است. خامبهات ۲٬۹۳۲٫۹ کیلومتر مربع مساحت و ۹۹٬۱۶۴ نفر جمعیت دارد.